# 疣表孔珊瑚
疣表孔珊瑚（学名：Montipora verrucosa）为軸孔珊瑚科表孔珊瑚屬下的一个种。